# 梵蒂冈城门外的火灾
《梵蒂冈城门外的火灾》是意大利文艺复兴大师拉斐尔的一幅画作，绘于1514年至1517年间。这幅湿壁画构图复杂，人们推测由拉斐尔设计，但是有可能是由其助手朱利奥·罗马诺动手绘制了壁画。拉斐尔接受教宗委托，装饰梵蒂冈宗座宫的一些房间，现在被称为拉斐尔房间。其中这幅壁画所在的房间，就因其而得名为“火灾间”（Stanza dell'incendio del Borgo）。画中描绘了847年博尔戈的火灾事件，教宗良四世在旧圣伯多禄大殿前的阳台上祈祷，将火扑灭。